# Markgrafneusiedl
Markgrafneusiedl est une commune autrichienne du district de Gänserndorf en Basse-Autriche.